# Contopus nigrescens
El pibí negruzco (en Ecuador y Perú) (Contopus nigrescens), es una especie de ave paseriforme de la familia Tyrannidae perteneciente al género Contopus. Es nativo de América del Sur.

## Distribución y hábitat
Presenta un distribución altamente disjunta, en la pendiente oriental de la cordillera de los Andes en Ecuador y este del Perú y muy localmente en el sur de Guyana y en la Amazonia oriental brasileña, en Pará (Serra dos Carajás), Maranhão y norte de Tocantins.
Esta especie es considerada rara o poco común y muy local en sus hábitats naturales: el dosel y  los bordes de selvas húmedas de tierras bajas y estribaciones montanas. Principalmente entre los 400 y los 1000 m de altitud.

## Sistemática

### Descripción original
La especie C. nigrescens fue descrita por primera vez por los zoólogos británicos Philip Lutley Sclater y Osbert Salvin en 1880 bajo el nombre científico Myiochanes nigrescens; su localidad tipo es: «Sarayacu, Ecuador».

### Etimología
El nombre genérico masculino «Contopus» se compone de las palabras del griego «kontos» que significa ‘percha’, y «podos» que significa ‘pies’; y el nombre de la especie «nigrescens», en latín significa ‘negruzco’.

### Taxonomía
A pesar de que se dispone de pocos especímenes, es necesaria una revaluación de las variaciones geográficas de esta especie.

### Subespecies
Según las clasificaciones del Congreso Ornitológico Internacional (IOC) y Clements Checklist/eBird se reconocen dos subespecies, con su correspondiente distribución geográfica:
- Contopus nigrescens nigrescens (P.L. Sclater & Salvin, 1880) – este de Ecuador: desde el norte de Sucumbíos al sur hasta Zamora Chinchipe; casi seguramente también ocurra en el sur de Colombia. Avistamientos en el norte de Perú, cerca de la frontera con Ecuador, deben referirse a nigrescens también.
- Contopus nigrescens canescens (Chapman, 1926) – pendiente oriental de los Andes del norte y centro de Perú, desde San Martín al sur hasta Pasco y oeste de Ucayali; también en el sur de Guyana y en el oriente de la Amazonia brasileña.